# Tarak Ben Ammar
Tarak Ben Ammar (en árabe: طارق بن عمّار‎; Túnez, Túnez; 12 de junio de 1949) es un productor y distribuidor de cine internacional, propietario de la empresa francesa de producción y distribución Quinta Communications.
Es famoso por su interés en las películas artísticas, especialmente cuando están relacionadas con la cultura mediterránea o que requieren localizaciones norteafricanas. Sus reconocimientos como productor incluyen la adaptación cinematográfica de Franco Zeffirelli de La Traviata y Death Rite de Claude Chabrol.
El 19 de mayo de 2010, anunció una "relación estratégica" con Weinstein Company.
Ben Ammar se hizo muy conocido en Francia a principios de 2004 cuando decidió distribuir La Pasión de Cristo después de que todos los demás se negasen. Apareció en programas de entrevistas de televisión, defendiendo la película. También es conocido como asesor del inversor internacional Al Waleed Bin Talal y del empresario francés Vincent Bolloré. 
Ben Ammar vive en la actualidad en Francia, con dos de sus tres hijos (Neil y Tarak Jr.) y su hija Sonia.[cita requerida]
Anteriormente fue gerente del HIStory World Tour de Michael Jackson.

## Vida personal
Tarak Ben Ammar nació de madre francesa y padre tunecino. También es sobrino de Wassila Ben Ammar, esposa de Habib Bourguiba. Fue criado en la religión musulmana.
Es el hermano de Hélé Béji y el padre de Sonia Ben Ammar.